# Jágónak, Tolna
Jágónak  este un sat în districtul Dombóvár, județul Tolna, Ungaria, având o populație de 238 de locuitori (2011). 

## Demografie
Componența etnică a satului Jágónak
     Maghiari (94,39%)
     Germani (4,21%)
     Romi (1,4%)
Componența confesională a satului Jágónak
     Romano-catolici (62,61%)
     Fără religie (4,62%)
     Reformați (3,36%)
     Necunoscută (29,41%)
Conform recensământului din 2011, satul Jágónak avea 238 de locuitori. Din punct de vedere etnic, majoritatea locuitorilor (94,39%) erau maghiari, existând și minorități de germani (4,21%) și romi (1,4%).  Din punct de vedere confesional, majoritatea locuitorilor (62,61%) erau romano-catolici, existând și minorități de persoane fără religie (4,62%) și reformați (3,36%). Pentru 29,41% din locuitori nu este cunoscută apartenența confesională.